# Tamahú
Tamahú är en ort i Guatemala.   Den ligger i departementet Departamento de Alta Verapaz, i den centrala delen av landet, 80 km norr om huvudstaden Guatemala City. Tamahú ligger 1 298 meter över havet och antalet invånare är 1 012.
Terrängen runt Tamahú är kuperad västerut, men österut är den bergig. Tamahú ligger nere i en dal som går i öst-västlig riktning. Runt Tamahú är det ganska tätbefolkat, med 104 invånare per kvadratkilometer. Närmaste större samhälle är Purulhá, 6,1 km sydost om Tamahú. I omgivningarna runt Tamahú växer i huvudsak städsegrön lövskog.